# Alan Watson
W Alan J Watson, född 1933 i Edinburgh, Skottland, död 7 november 2018 i Athens, Georgia, var en skotsk jurist och rättshistoriker, och en av världens främsta auktoriteter[källa behövs] inom romersk rätt, komparativ rätt, rättshistoria, och ämnet "rätt och religion". 
Watson studerade vid Glasgows universitet, avlade fil.kand.-examen (B.A.) 1954, jur.kand.-examen (LL.B.) 1957, samt doktorsexamen (DPhil) i Oxford 1960. 
Watson undervisade vid Oxfords universitet, innan han år 1965 utnämndes till professor i romersk rätt vid sitt alma mater, Glasgows universitet efter sin föregångare, professor  Joseph A C Thomas. Watson var gästföreläsare vid ledande amerikanska universitet, och andra länder som till exempel Italien, Nederländerna, Tyskland, Frankrike, Polen, Sydafrika, Israel, Serbien och Sverige. År 2005 stiftade den juridiska fakulteten vid Belgrads universitet the Alan Watson Foundation till hans ära, för att kunna utdela stipendier för utlandsstudier.
Watson förärades två festskrifter. En amerikansk, Lex et Romanitas. Essays for Alan Watson, och en europeisk, Critical Studies in Ancient Law, Comparative Law and Legal History.